# Atszana Gharbijja
Atszana Gharbijja (arab. عطشانة غربية) – wieś w Syrii, w muhafazie Aleppo. W 2004 roku liczyła 
997 mieszkańców.